# Grigorij Konstantinovič Ordžonikidze
Grigorij Konstantinovič Ordžonikidze (gruzínsky გრიგოლ (სერგო) ორჯონიკიძე, Grigol (Sergo) Ordžonikidze, rusky Григорий Константинович (Серго) Орджоникидзе, znám také pod jménem Sergo Ordžonikidze; 24. října 1886, Ghoreša, Charagauli – 18. února 1937, Moskva) byl gruzínský a sovětský politik, člen sovětského politbyra a blízký Stalinův přítel. Společně se Stalinem a arménským politikem Anastasem Mikojanem tvořil tzv. „Kavkazskou kliku“. Synem jeho adoptované dcery Eteri je Sergej Alexandrovič Ordžonikidze, ruský diplomat a bývalý (2002–2011) generální ředitel Úřadu OSN v Ženevě.

## Mládí
Ordžonikidze se narodil v dnešním Charagauli v Imeretii. Nejprve studoval medicínu na Charagauliské zdravotnické škole, potom ve studiích pokračoval na zdravotnické škole Michailov Hospital v Tbilisi. Už během studií, v roce 1903, se začal podílet na různých politických aktivitách revolučního charakteru, především se stal zastáncem marxismu. Krátce po ukončení studií v roce 1905, když vypukla revoluce, začal pracovat pro bolševiky jako agitátor a tvůrce propagandy. Během té doby se seznámil se Stalinem, dalším bolševickým revolucionářem. V prosinci 1905 byl ale zatčen za pašování a nedovolené držení zbraní. Propuštěn z vězení byl v květnu 1906 a emigroval do Německa.

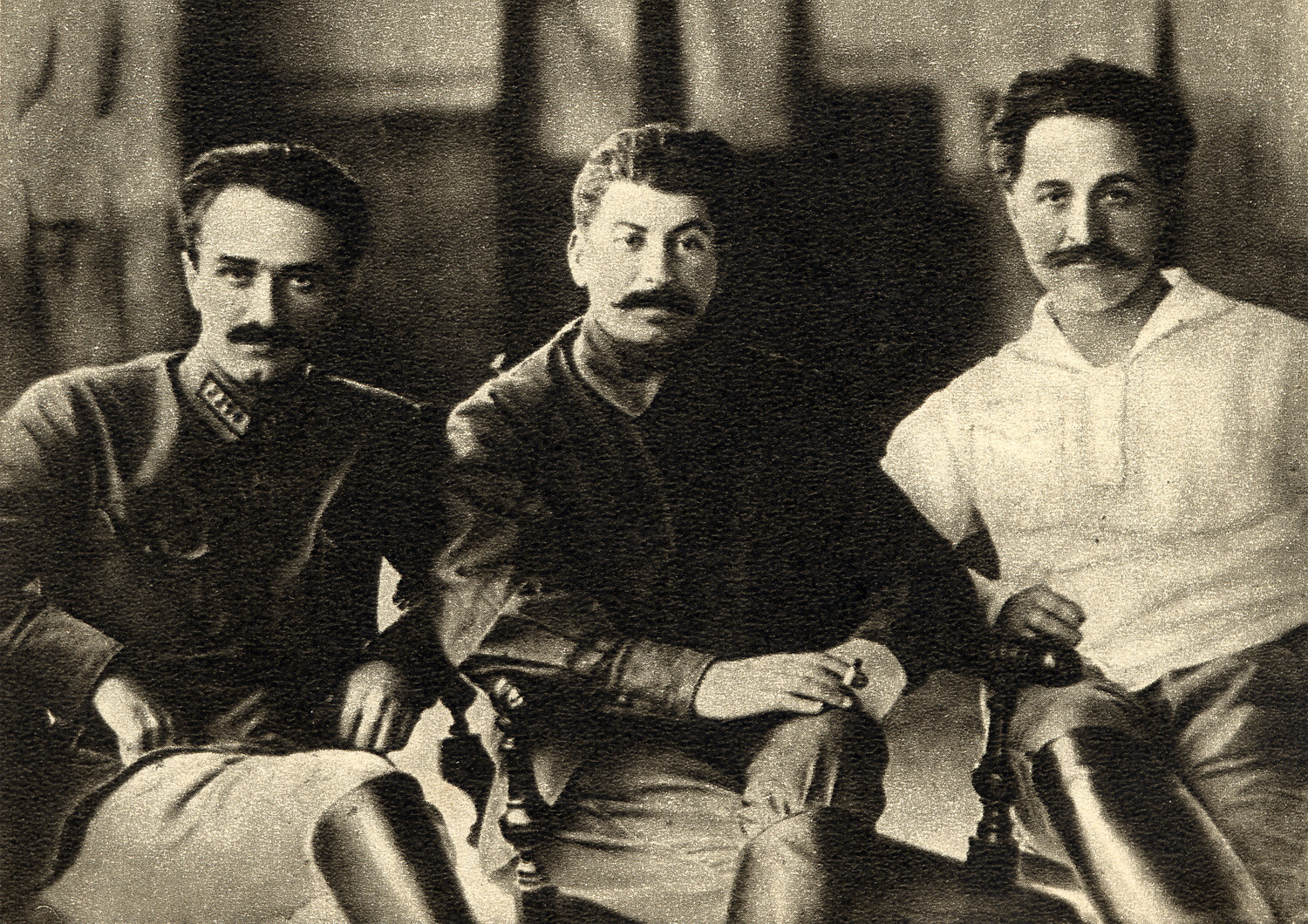
„Kavkazská klika“: Mikojan, Stalin a Ordžonikidze

Po roce vyhnanství v Německu se vrátil do Zakavkazska a usadil se v Baku, kde se vrátil k práci v bolševické straně a znovu spolupracoval se Stalinem a dalšími bolševiky. Stal se tak členem místního výboru Ruské SDDS. Ještě téhož roku byl ale opět zatčen a vypovězen na Sibiř. Dva roky nato v roce 1909 utekl ze sibiřské káznice a byl bolševickou stranou poslán do Teheránu, aby tak unikl ruské policii a aby podpořil zdejší revoluční hnutí a pomohl udržet jejich styky a vztahy se zakavkazskými bolševiky. V Íránu totiž tou dobou probíhala Íránská konstituční revoluce, jejímž účelem bylo omezit moc panovníka. Na počátku dvacátých let se tam ještě jednou vrátil, aby podpořil revoluční hnutí za vytvoření tzv. Sovětské republiky Gilan, které vedl Mirza Kučak Chán.
Ordžonikidze nastoupil v roce 1911 po ukončení své íránské mise na studium bolševické politické školy, kterou Vladimir Iljič Lenin zřídil někde v okolí Paříže, a v roce 1912 pomáhal zorganizovat šestý sjezd Ruské SDDS, během nějž byl zvolen do představenstva jejího Ústředního výboru. Po návratu do Ruska hned v dubnu po sjezdu strany byl v Petrohradě opět zatčen a pro svou stranickou příslušnost odsouzen nejprve k nuceným pracím na tři roky a k následnému doživotnímu vyhnanství v Jakutsku.

## Ruská revoluce a občanská válka
Po vypuknutí Únorové revoluce v roce 1917 byl Ordžonikidzemu povolen návrat z vyhnanství v Jakutsku a přesídlil do Petrohradu, kde vstoupil do místního výboru bolševické strany a stal se členem Výkonného výboru petrohradského sovětu. Ordžonikidze se poté aktivně podílel na událostech Říjnové revoluce téhož roku a měl jistou zásluhu na převzetí moci bolševiky. V prosinci byl jmenován mimořádným komisařem pro Ukrajinu. Tuto funkci si pak v dubnu 1918 přenesl i do oblastí směrem na Kavkaz.
Po vypuknutí občanské války v Rusku v roce 1918 začal Ordžonikidze sloužit u Rudé armády a vstoupil do Ústředního výkonného výboru Donské republiky a stal se předsedou a severokavkazského obranného výboru. Od roku 1919 byl také členem revoluční vojenské rady v 12. a 14. armádě. V Rudé armádě zaznamenal mnoho válečných úspěchu a podařilo se mu porazit bělogvardějce pod vedením generála Antona Ivanoviče Děnikina a obsadit důležité oblasti na Ukrajině (Charkov, Donbas a další). V lednu 1920 se stal členem kavkazského revolučního vojenského výboru a v květnu 1920 obsadil se svými vojsky Baku, odkud pak začala Rudá armáda upevňovat moc bolševiků. Ještě téhož roku padla do bolševických rukou i Arménie a zbývala už jen Gruzie. Hned brzy v lednu 1921 se pustil do příprav invaze do Gruzie, své domoviny, aby mohl svrhnout menševickou vládu Noeho Žordaniji. I přes mírovou dohodu, kterou Gruzie měla s bolševiky uzavřenou, začal Ordžonikidze v únoru 1921 invazi a v březnu ustanovil Gruzínskou SSR.

## Kariéra v Sovětském svazu

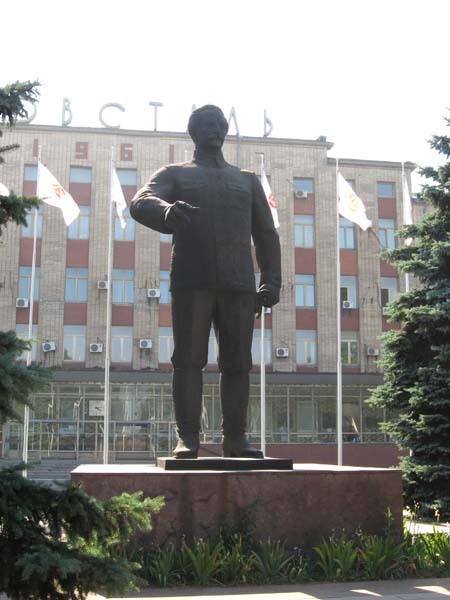
Ordžonikidzeho socha v ukrajinském Mariupolu. Podle zákona o dekomunizaci Ukrajiny byla tato socha odstraněna dne 2. dubna 2016

Sergo Ordžonikidze se po úspěšném provedení obsazení Gruzie stal tajemníkem Kavkazské úřadovny ústředního výboru (Kavbyro) a začal pracovat na okleštění gruzínské autonomie ve prospěch nejprve Ruské SFSR a později nově vzniklé Zakavkazské SFSR. Proslul i svou nekompromisní politikou potlačování nacionalismu a tuhým zaváděním sovětské moci v Gruzii. Jeho činy vyvolaly odpor umírněnějších bolševiků, kteří se proti jeho Stalinem podporovaným metodám začali vzpouzet. To dalo vzniknout Gruzínskému případu, který naplno propukl v listopadu 1922, když Ordžonikidze nejprve slovně, a potom i fyzicky napadl své odpůrce. Celý případ ale nakonec vyhrál a své odpůrce odstranil z jejich funkcí. Sám se potom o tři roky později, konkrétně 26. března 1925, stal Prvním tajemníkem Zakavkazské komunistické strany. Tuto funkci vykonával do září 1926, když dostal příležitost stát se členem sovětského politbyra (získal pozici kandidáta bez hlasovacího práva). V roce 1930 se stal už plnohodnotným členem politbyra a postavil se do čela Sovnarchozu. Od roku 1932 působil ve funkci lidového komisaře pro těžký průmysl. Kromě těchto vysokých funkcí působil ještě v mnoha jiných stranických funkcích, většinou regionálního charakteru.

## Úmrtí
Ačkoliv byl Ordžonikidze Stalinův přítel a loajální následovník, Stalin začal od roku 1936 jeho loajalitu zpochybňovat, zejména od doby, když zjistil, že Ordžonikidze zneužívá svůj vliv ke krytí svých přátel, kteří byli vyšetřováni NKVD během začátků velké čistky. Navíc měl spory s Lavrentijem Berijou, o jehož praktikách odstraňování politických nepřátel a osob překážejících jeho cílům dobře věděl a dokonce před ním varoval i samotného Stalina. Stalin, sám pod vlivem Beriji, místo rázného zakročení nechal volný průběh likvidaci Ordžonikidzeho bratra a Serga tak dohnal ke spáchání sebevraždy. 18. února 1937 byl Sergo Ordžonikidze nalezen mrtev před tím, než měl mít projev na stranické schůzi. Podle pamětí Nikity Chruščova se den před svou smrtí svěřil svému kolegovi Anastasu Mikojanovi, že již nesnese to, co se děje ve straně, nejvíce byl nešťastný právě z probíhajících čistek.

## Posmrtný odkaz
Bylo po něm pojmenováno několik měst v Sovětském svazu:
- Ordžonikidze – Vladikavkaz (Severní Osetie – 1931–1944, 1957–1991)
- Ordžonikidze – Charagauli (Gruzie – 1949–1989)
- Ordžonikidze – Jenakijevo (Ukrajina – 1937–1971)
- Ordžonikidze (Krym, založeno 1937)
- Ordžonikidzeabad – Kofarnikon (Tádžikistán – 1936–1992)
- Sergo – Kadijivka (Ukrajina – 1937–1943)